# Єльне
Є́льне — село в Україні, у Рокитнівській селищній громаді Сарненського району Рівненської області. Населення села становить близько однієї тисячі жителів
На північ і схід від села розташований Єльнівський заказник.

## Історія
Село Єльне (до 1952 р. — Єльно) до 2020 року входило до складу Томашгородської сільської ради. Розташоване в північно — західній частині за 32 км від центру громади і залізничної станції Рокитне-Волинське, 22 км від залізничної станції смт. Томашгород. З історичних джерел відомо, що села Єльне вперше згадано у 1760 році. Назва походить від навколишнього лісу, молоді ялини тут називають «єльник». На північ від села стоять красиві пірамідальні ялинки, мовою місцевих жителів, єліни. Поселення розмістилося серед «єльніку», а тому і одержало назву Єльне.
До 1959 року село входило до складу Клесівського району. У 1959 році Клесівський район був ліквідований і село ввійшло до складу Рокитнівського району. В 1985 році до села висипали шосейну дорогу і відкрили рейс Єльне — Рокитне.
Відповідно до  Розпорядження Кабінету Міністрів України від 12 червня 2020 року  № 722-р «Про визначення адміністративних центрів та затвердження територій територіальних громад Рівненської області» увійшло до складу Рокитнівської селищної громади.

## Населення
Станом на 1859 рік, у власницькому селі Єльне налічувалося 15 дворів та 50 жителів (25 чоловіків і 25 жінок), з них 48 православних і 2 євреїв.
Згідно з переписом УРСР 1989 року чисельність наявного населення села становила 728 осіб, з яких 348 чоловіків та 380 жінок.
За переписом населення України 2001 року в селі мешкало 768 осіб. 100 % населення вказало своєю рідною мовою українську мову.

## Освіта та культура

### Загально-освітня школа
На початку 30-х років жителі, тоді ще хутора Єльно, відвідували маленьку хатину-школу, де учнів навчав грамоти і молитов польський ксьондз. Всі ходили в один клас.
В 1940 році було збудовано нову початкову школу. 1945 року були створені маленькі школи по хуторах, поблизу села. У 1950 році у Єльно була побудована нова початкова школа з світлими кімнатами, директором цієї початкової школи був Репенко Дмитро Львович. У 1956 році була створена Єльнівська семирічна школа (з 1963 року — восьмирічна). У 1971 році, побудували нову школу, у якій навчаються учні і зараз. Зараз у школі майже всі вчителі є вихідцями із рідної школи. В 2004 році відкрито комп'ютерний клас. На даний час[коли?] в школі працює 16 педагогічних працівників. З них 5 вчителів вищої категорії. Навчається 102 учні.

### Сільський клуб
Перший клуб відкрився в 1940 році, завідувачем клубу був Ілля Рацкевич. Наступний клуб будувався 5 років і був в дії з 1952 аж до 1971 року. Поточний клуб був відкритий в 1974 році.

### Публічно-шкільна бібліотека
Шкільна бібліотека була організована в вересні 1949 року. Єльнівська приклубна бібліотека була заснована в лютому 1950 року. Спочатку бібліотека знаходилась в хаті–читальні і займала тільки одну шафу. Видавав книжки завідувач клубу.
В 1974 році було завершено будівництво клубу і для бібліотеки виділено дві кімнати. Першим бібліотекарем була Іваненко Надія Іванівна, наступним — Чорнобай Олена Степанівна. З січня 2003 року бібліотеки (сільська і шкільна) реорганізовані в публічно–шкільну бібліотеку. В ній працює один працівник.
З 2023 року в бібліотеці працює новий працівник, Басич Оксана Федорівна.

## Промисловість
На території села функціонує Єльнівське лісництво, яке належить до ДП «Клесівське лісове господарство» Рівненського обласного управління лісового та мисливського господарства.

## Релігія
В селі діє молитовний будинок Християн віри Євангельської та молитовний будинок Християн Баптистів. А також Святомихайлівська українська православна церква МП.

## Медицина
Послуги з охорони здоров'я в селі надає працівник фельдшерько-акушерського пункту.

## Сфера послуг
В селі функціонує 5 приватних магазинів.

## Відомі люди
Нахаба Василь Кирилович (1911—1996), народився у селі Зазірськ (Глухівський район Сумської області). В липні 1941 року призваний по мобілізації Шосткінським РВК Сумської області. Служив в 4-у танковому корпусі водієм-механіком танка. В лютому 1943 року був поранений під Калугою, з боями дійшов до Житомира, де знову отримав контузію. Після лікування воював в тилу. По закінченню війни деякий час працював у Клесові, пізніше був направлений на роботу до Єльного головою сільської ради, де одружився і залишився назавжди. За бойові заслуги нагороджений орденами та медалями.